# Mechanitis messenoides
Mechanitis messenoides är en fjärilsart som beskrevs av Felder 1865. Mechanitis messenoides ingår i släktet Mechanitis och familjen praktfjärilar. Inga underarter finns listade i Catalogue of Life.

## Bildgalleri

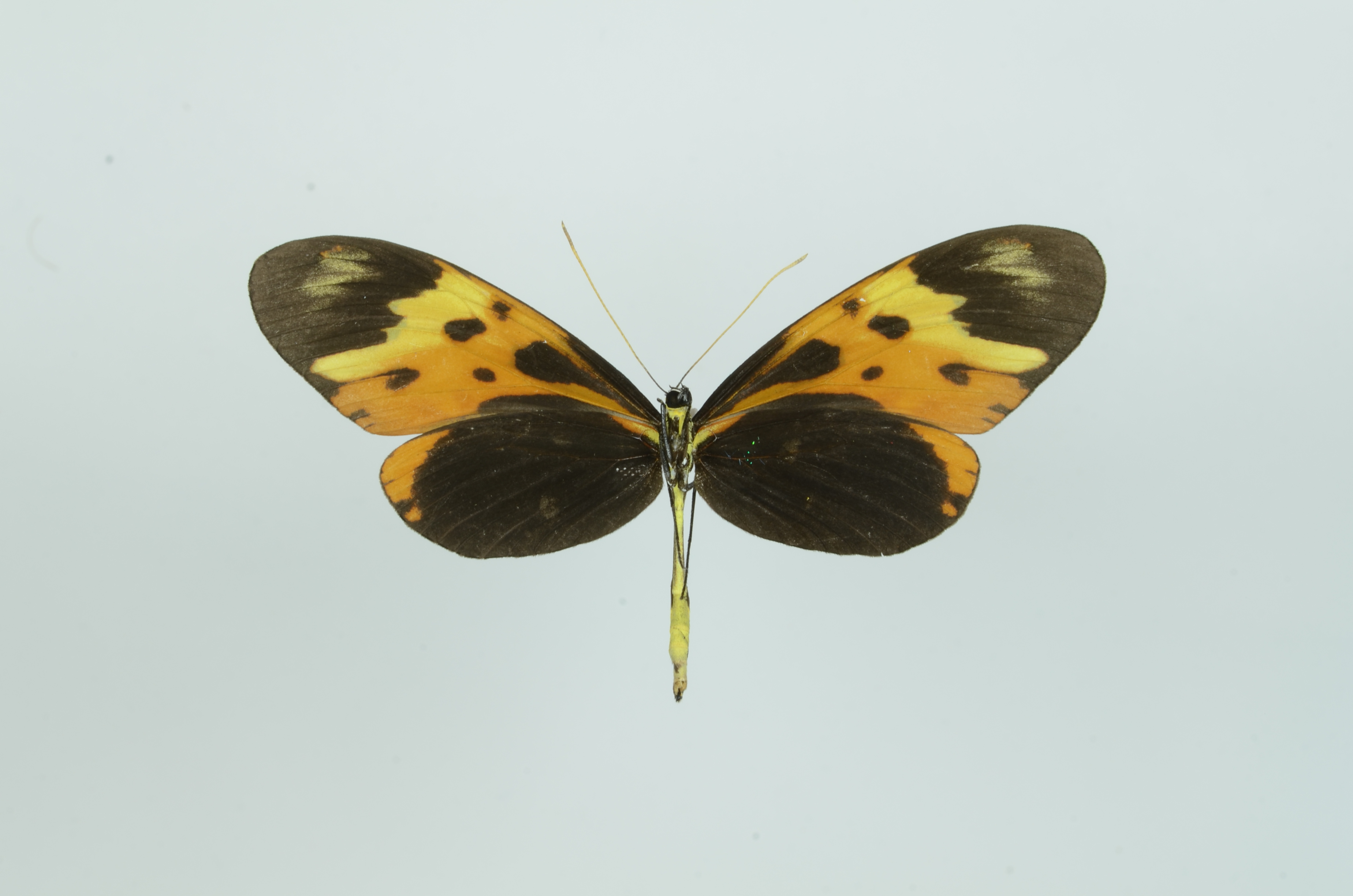
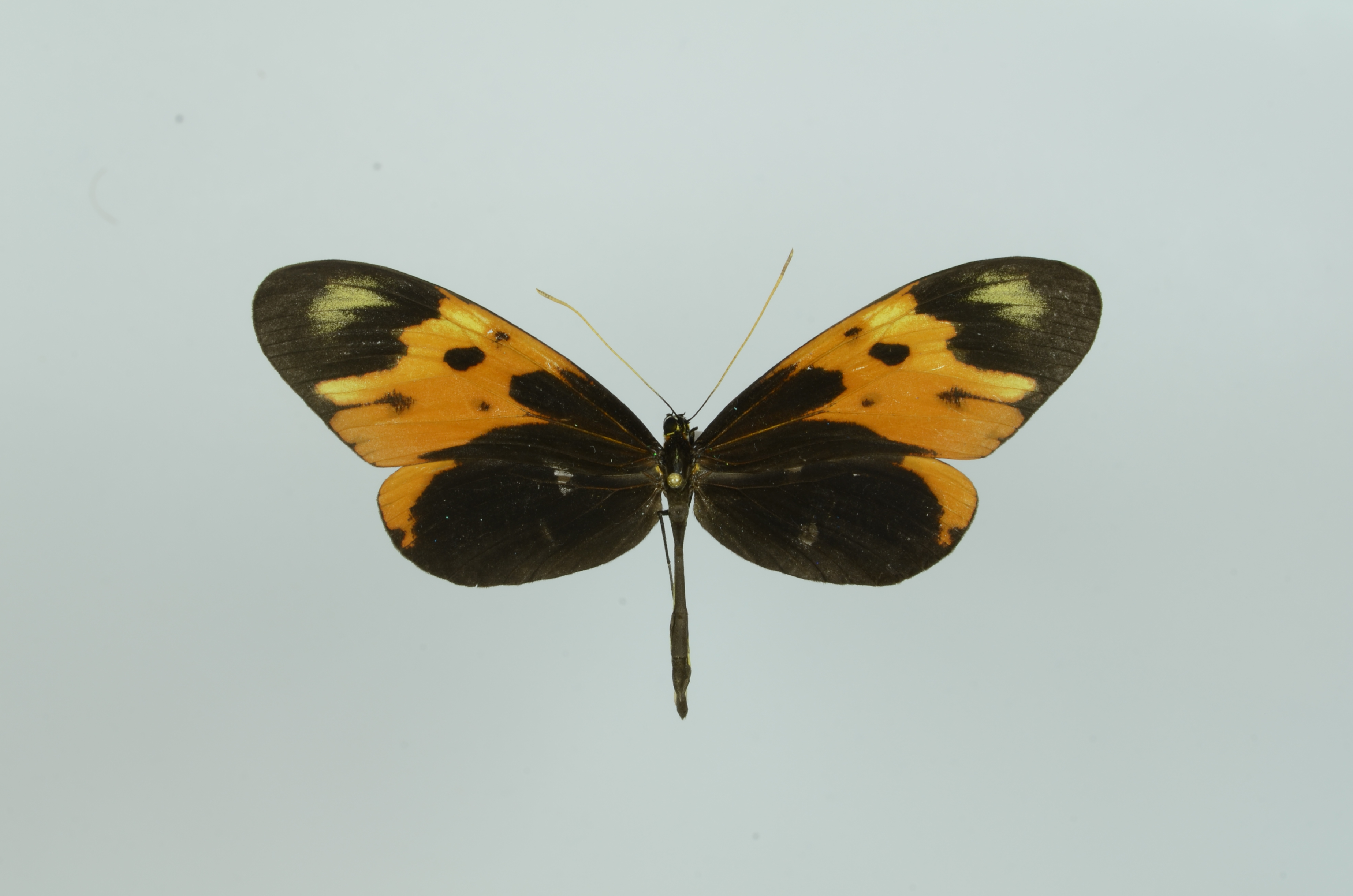